# ラムスデン現象
ラムスデン現象（ラムスデンげんしょう、Ramsden phenomenon）は、牛乳を電子レンジや鍋で40℃以上に温めることにより表面に膜が張る現象である。これは成分中のタンパク質（β-ラクトグロブリン）と脂肪が表面近くの水分の蒸発により熱変性することによって起こる。牛乳ではなく豆乳でできる膜はゆばと呼ぶ。
なお、β-ラクトグロブリンはホエータンパク質（乳清タンパク質）の一種でありカゼインとは異なる。